# Ян Крукенден
Ян Крукенден (англ. Ian Crookenden; нар. 10 грудня 1943) — колишній новозеландський тенісист.
Здобув 1 парний титул.
Найвищим досягненням на турнірах Великого шолома був півфінал в парному розряді.

## Фінали Гран-прі за кар'єру

### Парний розряд: 3 (1–2)
| Результат | В-П | Дата     | Турнір       | Покриття | Партнер         | Суперники                   | Рахунок       |
| --------- | --- | -------- | ------------ | -------- | --------------- | --------------------------- | ------------- |
| Поразка   | 0–1 | Січ 1972 | Роенок, США  | Килим    | Владімір Зеднік | Джиммі Коннорс Харун Рахім  | 4–6, 6–3, 3–6 |
| Поразка   | 0–2 | Січ 1974 | Роенок, США  | Килим    | Джефф Сімпсон   | Вітас Ґерулайтіс Сенді Меєр | 6–7, 1–6      |
| Перемога  | 1–2 | Бер 1975 | Гемптон, США | Килим    | Ян Флетчер      | Карл Майлер Ян Пісецький    | 6–2, 6–7, 6–4 |